# 圣雅纳略门
圣雅纳略门（Porta San Gennaro）是那不勒斯的古城门之一，位于加富尔广场的西南，繁忙的Via Foria旁，通向一条行人小巷，在东侧平行于主教座堂街（Via Duomo）。

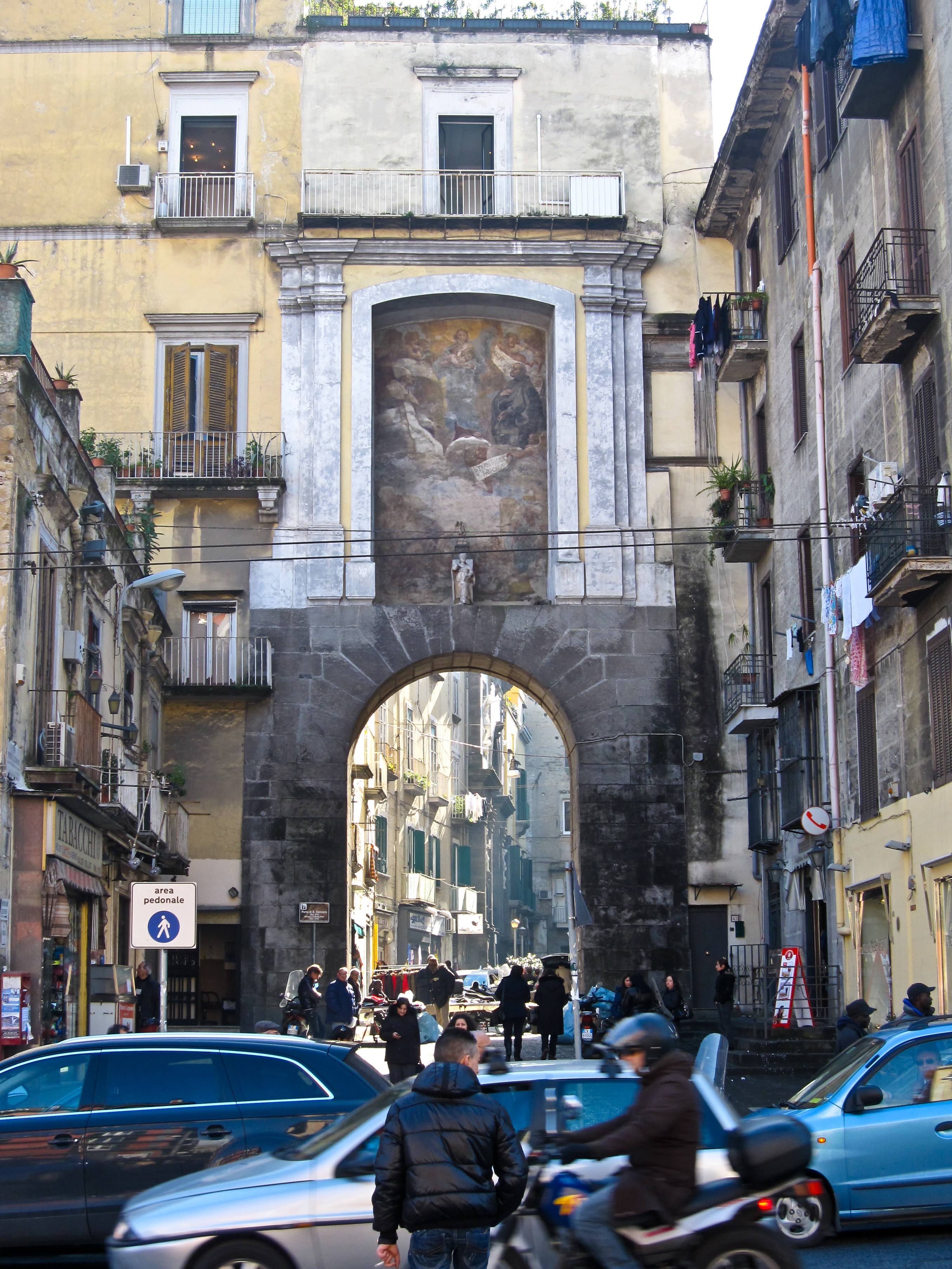
圣雅纳略门

## 历史
该城门原来在小巷向南100米处，毗邻修女院耶稣堂（Gesù delle Monache），向北出城可通圣雅纳略地下墓穴。传说此门建于罗马帝国晚期，而文献可证明其建于公元1000年之前。1537年由西班牙总督维拉弗兰卡侯爵佩德罗·阿尔瓦雷斯托莱多扩建城市，移动城门，并拆除两侧门塔（可能类似于 卡普阿门的门塔）。
40°51′18″N 14°15′22″E / 40.855121°N 14.256151°E